# 後免中町停留場
後免中町停留場（ごめんなかまちていりゅうじょう）は、高知県南国市後免町にあるとさでん交通後免線の路面電車停留場。

## 歴史
当停留場は1911年（明治44年）1月、とさでん交通の前身である土佐電気鉄道により大津停留場（廃止、領石通停留場を参照）から当停留場までの区間が開通した際に開業した。当時の停留場名は後免中町通停留場（ごめんなかまちどおりていりゅうじょう）。次いで同年5月には当停留場から後免町停留場までの区間が開通、これをもって後免線は全通を達成した（ただし当時の後免町停留場は現在の後免東町停留場）。
停留場はその後1944年（昭和19年）に休止されるものの、1952年（昭和27年）に復活。このとき、停留場名は後免中町へと改称された。

### 年表
- 1911年（明治44年）
  - 1月27日：大津から当停留場までの開通に伴い、後免中町通停留場として開業[1][2]。
  - 5月14日：当停留場から（旧）後免町までの開通に伴い途中駅となる[1][2]。
- 1944年（昭和19年）6月1日：休止[1][2]。
- 1952年（昭和27年）7月1日：後免中町停留場に改称の上再開[1][2]。
- 2012年（平成24年）4月27日：ホームを設置。これにより後免線内はりまや橋方面乗り場は全停留場にホームが設置されたことになる。
- 2014年（平成26年）10月1日：土佐電気鉄道が高知県交通・土佐電ドリームサービスと経営統合し、とさでん交通が発足[3]。とさでん交通の停留場となる。

## 停留場構造

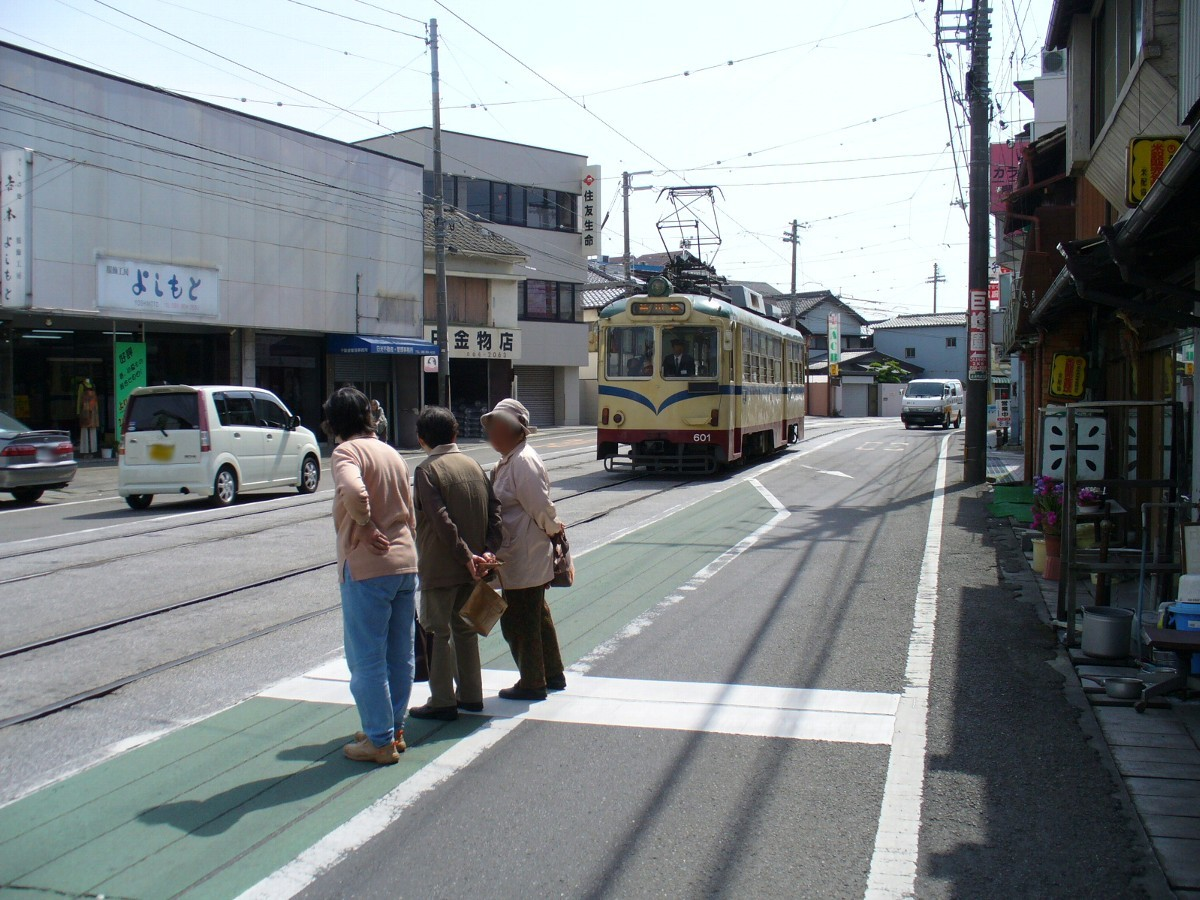
ホーム設置前の様子（2006年）

後免中町停留場は後免線の併用軌道区間にあり、道路上に軌道が敷かれている。ホームは2面あり、東西方向に伸びる2本の線路を挟み込むように配される。ただし互いのホームは東西方向に離れて位置しており、東に後免町方面行きのホーム、西にはりまや橋方面行きのホームがある。
かつてはホーム（安全地帯）がなく、路上に白線で乗り場が示されるのみであったが、都市計画による道路の拡張により2012年4月27日よりホームが設置された。

## 停留場周辺
停留場より北へ路地を抜けると後免町商店街に行き着く。2025年3月30日に南国市シンボルロードが後免駅まで開通、当停留場から後免駅までの利便性が飛躍的に向上した。
- サンシャイン カルディア店
  - セリア サンシャインカルディア店
- 高知銀行後免支店
- 高知県道45号南国インター線
- 後免中町バス停

## 隣の停留場
とさでん交通
後免線
後免東町停留場 - 後免中町停留場 - 後免西町停留場